# Guldbröstad flaggpapegoja
Guldbröstad flaggpapegoja (Prioniturus flavicans) är en fågel i familjen östpapegojor inom ordningen papegojfåglar.

## Utseende
Den gulbröstade flaggpapegojan är olivgrön på rygg, nacke och bröst. Näbben är blekt grå och iris är brun. Benen är grå. Hanarna är blå på huvudet, med ett rött område i kronan. Stjärtfjädrarna är gröna, med svarta spatula längst ut i spetsarna. Honorna har en mindre blå fläck på huvudet, och inget rött. Ungfåglarna liknar honorna, men har ännu mindre blått på huvudet.

## Utbredning och systematik
Fågel förekommer i låglänta områden på norra Sulawesi, Bangka, Lembeh och Togianöarna i Indonesien. Den behandlas som monotypisk, det vill säga att den inte delas in i några underarter.

## Status och hot
Arten har ett stort utbredningsområde, men tros minska i antal, dock inte tillräckligt kraftigt för att den ska betraktas som hotad. Internationella naturvårdsunionen IUCN listar arten som nära hotad (NT).